# Niviventer lepturus
Niviventer lepturus là một loài động vật có vú trong họ Chuột, bộ Gặm nhấm. Loài này được Jentink mô tả năm 1879.